# Potentilla rigoana
Potentilla rigoana är en rosväxtart som beskrevs av T. Wolf. Potentilla rigoana ingår i Fingerörtssläktet som ingår i familjen rosväxter. Inga underarter finns listade i Catalogue of Life.